# 備中神楽
備中神楽（びっちゅうかぐら）は神楽の様式のひとつ。

## 概要

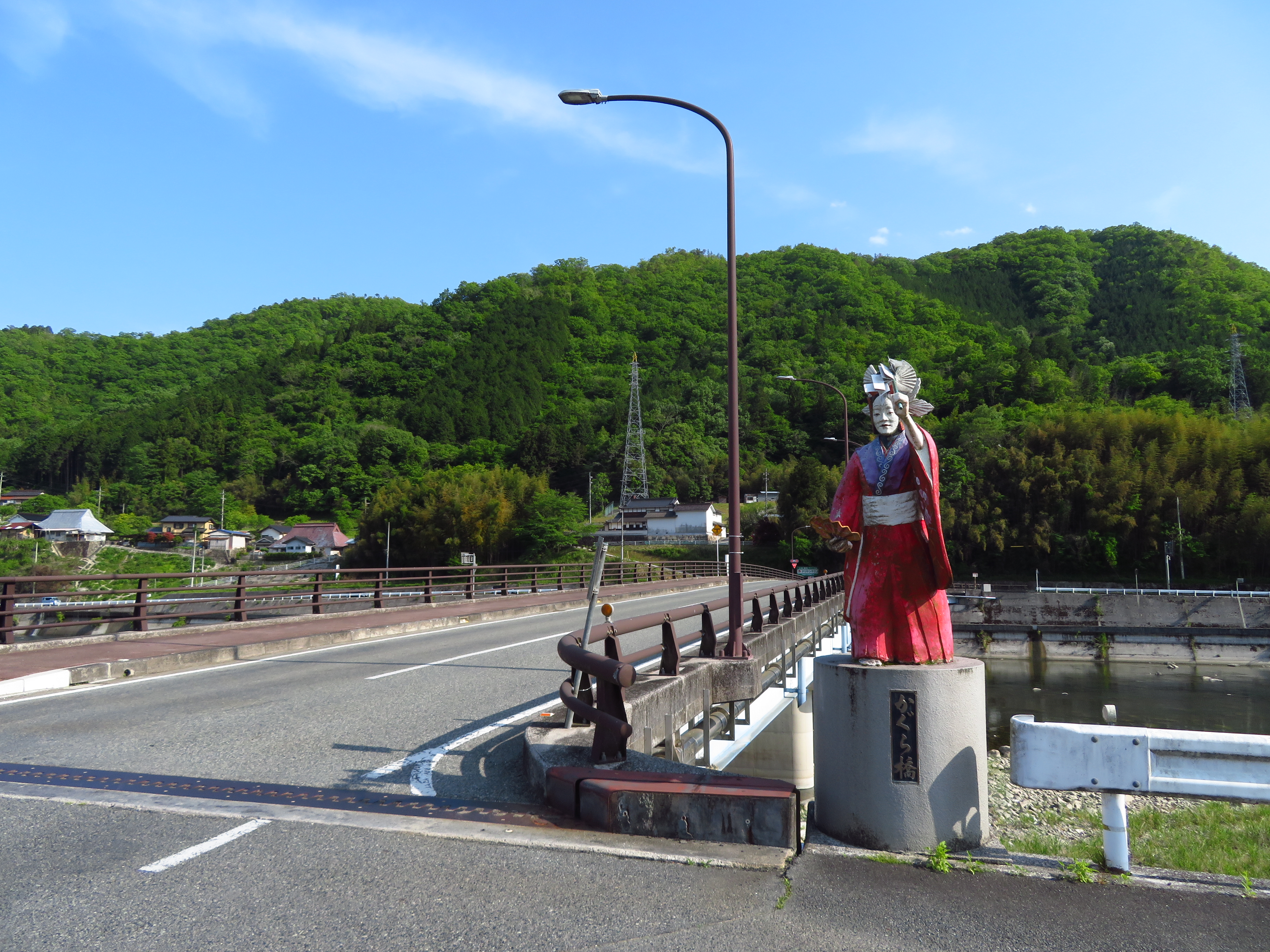
備中神楽のオブジェ（写真はクシナダヒメ。対岸にはスサノオ）があるかぐら橋（県道300号宇治下原線）

岡山県の備中地方を中心に郷土芸能として行われている。旧来の荒神神楽に高梁市出身の神官で国学者の西林国橋が文化・文政年間、神代神楽を加えて完成された神楽である。1979年2月24日に国の重要無形民俗文化財に指定された。
現在では郷土芸能としてだけではなく、備中地方の各地区で田舎芸能として行われ、住民に親しまれている。

## 特徴
備中地方では古来より荒神に奉納する神楽として荒神神楽が行われていた。これは主に猿田彦の舞・剣舞を中心としており、現在の備中神楽のように郷土芸能というよりはより神事に近いもので、神職のみが行っていた。しかし、文化・文政年間に京都で国学を学んでいた西林国橋が古事記・日本書紀・古今和歌集などを参考に、能・狂言・歌舞伎など成熟しつつある芸能を取り入れて演芸性の高い神代神楽を加え、それまで神職のみが行っていたものを神職外の神楽太夫などが奉納するようになった。
特に茶利である松尾大明神（まつのおだいみょうじん）と太鼓奏者との漫才のような掛け合いが独特で人気がある。